# شهرستان وولچیخینسکی
شهرستان وولچیخینسکی (به لاتین: Volchikhinsky District) یک منطقهٔ مسکونی در روسیه است که در سرزمین آلتای واقع شده‌است.